# Records des Hornets de Charlotte
Cette page liste les records de l'équipe et des joueurs des Hornets de Charlotte depuis leur création en 1995.

## Records individuels en saison régulière
Légende: En Gras : joueurs encore en activité en NBA.

### En carrière
| Statistique             | Joueur          | Record |
| ----------------------- | --------------- | ------ |
| Matchs joués            | Dell Curry      | 701    |
| Points                  | Kemba Walker    | 12 009 |
| Passes décisives        | Muggsy Bogues   | 5 557  |
| Interceptions           | Muggsy Bogues   | 1 067  |
| Total de rebonds        | Emeka Okafor    | 3 516  |
| Contres                 | Alonzo Mourning | 684    |
| Tirs marqués            | Kemba Walker    | 4 164  |
| 3 points inscrits       | Kemba Walker    | 1 283  |
| Lancers francs inscrits | Kemba Walker    | 2 398  |
| Pertes de balles        | Kemba Walker    | 1 317  |

### Sur un match
| Statistique                | Joueur                                                | Record | Date                                                          |
| -------------------------- | ----------------------------------------------------- | ------ | ------------------------------------------------------------- |
| Minutes                    | Raymond Felton                                        | 57     | 29 décembre 2006                                              |
| Points                     | Kemba Walker                                          | 60     | 17 novembre 2018                                              |
| Paniers marqués            | Kemba Walker                                          | 21     | 17 novembre 2018                                              |
| Paniers tentés             | LaMelo Ball                                           | 38     | 23 novembre 2024                                              |
| Paniers à 3 points réussis | Kemba Walker Devonte' Graham Terry Rozier Kelly Oubre | 10     | 22 mars 2018 4 décembre 2019 23 décembre 2020 26 janvier 2022 |
| Paniers à 3 points tentés  | LaMelo Ball                                           | 20     | 25 octobre 2024                                               |
| Lancers francs réussis     | Johnny Newman Larry Johnson                           | 18     | 19 janvier 1991 2 décembre 1992                               |
| Lancers francs tentés      | Johnny Newman Gerald Wallace                          | 22     | 19 janvier 1991 31 décembre 2007                              |
| Rebonds défensifs          | Dwight Howard                                         | 22     | 24 mars 2018                                                  |
| Rebonds offensifs          | Mark Williams                                         | 15     | 10 novembre 2023                                              |
| Total rebonds              | Dwight Howard                                         | 30     | 21 mars 2018                                                  |
| Passes décisives           | Brevin Knight                                         | 20     | 11 janvier 2005                                               |
| Interceptions              | Eddie Jones                                           | 9      | 4 novembre 1999                                               |
| Contres                    | Vlade Divac                                           | 12     | 12 février 1997                                               |
| Balles perdues             | LaMelo Ball                                           | 10     | 25 octobre 2024                                               |

## Records individuels en Playoffs

### En carrière
| Statistique             | Joueur                   | Record |
| ----------------------- | ------------------------ | ------ |
| Matchs joués            | David Wesley             | 32     |
| Points                  | David Wesley             | 446    |
| Passes décisives        | David Wesley             | 149    |
| Interceptions           | Baron Davis              | 64     |
| Total de rebonds        | P. J. Brown              | 186    |
| Contres                 | Alonzo Mourning          | 44     |
| Tirs marqués            | David Wesley             | 164    |
| 3 points inscrits       | Baron Davis David Wesley | 42     |
| Lancers francs inscrits | Alonzo Mourning          | 108    |
| Pertes de balles        | David Wesley             | 60     |

### Sur un match
| Statistique                | Joueur                                | Record | Date                                                         |
| -------------------------- | ------------------------------------- | ------ | ------------------------------------------------------------ |
| Minutes jouées             | Larry Johnson Baron Davis             | 52     | 1er mai 1993 27 avril 2002                                   |
| Points                     | Glen Rice                             | 39     | 26 avril 1997                                                |
| Paniers marqués            | Glen Rice Jamal Mashburn              | 15     | 23 avril 1997 10 mai 2001                                    |
| Paniers tentés             | Kemba Walker                          | 30     | 29 avril 2016                                                |
| Lancers francs réussis     | Alonzo Mourning Glen Rice             | 15     | 5 mai 1993 26 avril 1997                                     |
| Lancers francs tentés      | Alonzo Mourning                       | 18     | 5 mai 1993                                                   |
| Paniers à 3 points réussis | Baron Davis                           | 5      | 15 mai 2001 20 mai 2001                                      |
| Paniers à 3 points tentés  | Baron Davis                           | 10     | 12 mai 2002                                                  |
| Rebonds défensifs          | Gerald Wallace                        | 16     | 18 avril 2010                                                |
| Rebonds offensifs          | Kendall Gill P. J. Brown George Lynch | 7      | 18 mai 1993 13 mai 2001 20 mai 2001 30 avril 2002 9 mai 2002 |
| Total rebonds              | Alonzo Mourning                       | 20     | 30 avril 1995                                                |
| Passes décisives           | Muggsy Bogues                         | 15     | 29 avril 1993                                                |
| Interceptions              | Baron Davis                           | 7      | 5 mai 2002 9 mai 2002                                        |
| Contres                    | Alonzo Mourning                       | 7      | 28 avril 1995                                                |
| Balles perdues             | Alonzo Mourning Stephen Jackson       | 7      | 9 mai 1993 21 avril 2010                                     |

## Records de la franchise

### Sur une saison
| Statistique                    | Record | Moyenne par match        | Saison              |
| ------------------------------ | ------ | ------------------------ | ------------------- |
| Points marqués                 | 9 457  | 115,3 points / match     | 2021-2022           |
| Rebonds                        | 3 728  | 45,5 rebonds / match     | 2017-2018           |
| Passes décisives               | 2 323  | 28,3 passes / match      | 1988-1989           |
| Interceptions                  | 822    | 10 interceptions / match | 1991-1992 2005-2006 |
| Contres                        | 480    | 5,9 contres / match      | 1999-2000           |
| Tirs marqués                   | 3 613  | 44,1 tirs /match         | 1991-1992           |
| Tirs tentés                    | 7 568  | 92,3 tirs / match        | 1991-1992           |
| Pourcentage au tir             | 48,7%  | /                        | 1992-1993           |
| 3 points marqués               | 1 143  | 13,9 tirs / match        | 2021-2022           |
| 3 points tentés                | 3 143  | 38,3 tirs / match        | 2024-2025           |
| Pourcentage à 3 points         | 42,8%  | /                        | 1996-1997           |
| Lancers francs marqués         | 1 863  | 22,7 tirs / match        | 1999-2000           |
| Lancers francs tentés          | 2 458  | 28,0 tirs / match        | 1999-2000           |
| Pourcentage aux lancers francs | 81,5%  | /                        | 2016-2017           |
| Pertes de balles               | 1 325  | 16,2 pertes / match      | 1992-1993           |